# Otnice
Obec Otnice se nachází v okrese Vyškov v Jihomoravském kraji, 11 km jihozápadně od Slavkova u Brna a 20 km jihovýchodně od Brna, 210 m nad mořem, v jihovýchodním výběžku pahorkatiny Ždánického lesa. Žije zde přibližně 1 600 obyvatel. Obec Otnice je členem dobrovolných sdružení obcí Ždánický les – Politaví a Region Cezava.

## Historie
První písemná zmínka o obci pochází z roku 1255, kdy se uvádí: „Hypolit a syn Jindřich z Otnic“ na závěti znojemského purkrabího Bočka z Obřan. Název obce pochází od osobního jména Otmar nebo Oten. V minulosti zde bývaly dvě obce, Otnice a Otničky. Otničky zanikly koncem 16. století a i když byly v katastru obce Lovčičky, osudy měly těsně spjaté s Otnicemi. Bližší pohled do historie obce Otnice je uveden v knize Z minulosti Otnic.

### Zbytky tvrze
Tvrz v Otnicích byla vybudována asi počátkem 14. století místními vladyky, z nichž se připomíná v roce 1255 Hypolit a jeho syn Jindřich z Otnic. Teprve na konci 16. století je zmínka o tom, že ji přebudoval Jan Kryštof Jager z Pysbrunu. V roce 1611 získal tvrz a ves Vilém Přepyský z Rychemburka, jemuž byly za pobělohorských konfiskací zabaveny, odhadnuty na 15 000 zl. moravských a v roce 1626 připojeny k panství ždánickému. Tím ztratila zdejší tvrz účel a zanikla – pravděpodobně i přispěním událostí třicetileté války. Stávala na kopci zvaném Strážek a zachovaly se z ní pouze valy a příkop.

## Obyvatelstvo

### Struktura
V obci k počátku roku 2016 žilo celkem 1521 obyvatel. Z nich bylo 756  mužů a 765 žen. Průměrný věk obyvatel obce dosahoval 40 let. Dle Sčítání lidu, domů a bytů provedeném v roce 2011, kdy v obci žilo 1470 lidí. Nejvíce z nich bylo (18,2 %) obyvatel ve věku od 30 do 39 let. Děti do 14 let věku tvořily 16,2 % obyvatel a senioři nad 70 let úhrnem 4,7 %. Z celkem 1232 občanů obce starších 15 let mělo vzdělání 43,8 % střední vč. vyučení (bez maturity). Počet vysokoškoláků dosahoval 8 % a bez vzdělání bylo naopak 0,6 % obyvatel. Z cenzu dále vyplývá, že ve městě žilo 750 ekonomicky aktivních občanů. Celkem 92,7 % z nich se řadilo mezi zaměstnané, z nichž 69,3 % patřilo mezi zaměstnance, 2,3 % k zaměstnavatelům a zbytek pracoval na vlastní účet. Oproti tomu celých 44,7 % občanů nebylo ekonomicky aktivní (to jsou například nepracující důchodci či žáci, studenti nebo učni) a zbytek svou ekonomickou aktivitu uvést nechtěl. Úhrnem 604 obyvatel obce (což je 41,1%), se hlásilo k české národnosti. Dále 383 obyvatel bylo Moravanů a 8 Slováků. Celých 630 obyvatel obce však svou národnost neuvedlo.
Vývoj počtu obyvatel za celou obec i za jeho jednotlivé části uvádí tabulka níže, ve které se zobrazuje i příslušnost jednotlivých částí k obci či následné odtržení.
| Místní části   | Místní části | 1869 | 1880 | 1890 | 1900 | 1910 | 1921 | 1930 | 1950 | 1961 | 1970 | 1980 | 1991 | 2001 | 2011 |
| -------------- | ------------ | ---- | ---- | ---- | ---- | ---- | ---- | ---- | ---- | ---- | ---- | ---- | ---- | ---- | ---- |
| Počet obyvatel | část Otnice  | 778  | 888  | 907  | 1010 | 1140 | 1225 | 1386 | 1382 | 1535 | 1515 | 1485 | 1365 | 1383 | 1470 |
| Počet domů     | část Otnice  | 156  | 167  | 174  | 194  | 215  | 235  | 282  | 350  | 364  | 391  | 417  | 466  | 481  | 503  |

### Náboženský život

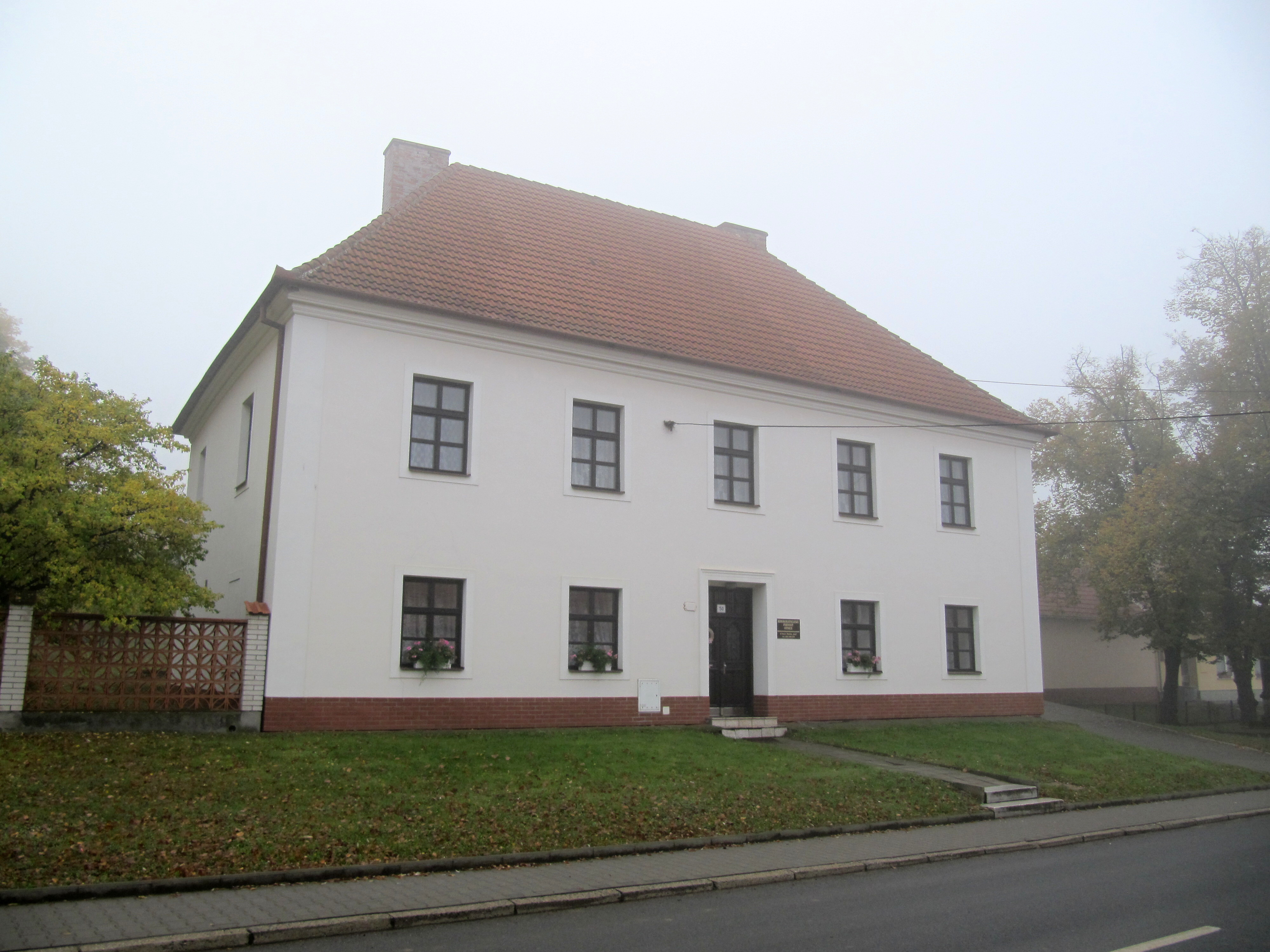
Fara v Otnicích

Obec je sídlem římskokatolické farnosti Otnice. Ta je součástí slavkovského děkanství – Brněnské diecéze v Moravské provincii. Farním kostelem je kostel svatého Aloise. Místním knězem je Pavel Buchta, farář. Při censu prováděném v roce 2011 se 359 obyvatel obce (24 %) označilo za věřící. Z tohoto počtu se 268 hlásilo k církvi či náboženské obci, a sice 230 obyvatel k římskokatolické církvi (16 % ze všech obyvatel obce), dále 4 k českobratrským evangelíkům. Úhrnem 481 obyvatel se označilo bez náboženské víry a 630 lidí odmítlo na otázku své náboženské víry odpovědět.

## Rodáci a další osobnosti
- František Šebela (kněz)

## Obecní správa a politika

### Zastupitelstvo a starosta
Od roku 1994 stál v čele obce starosta Pavel Prokop (KDU-ČSL). Na ustavujícím zasedání zastupitelstva 3. listopadu 2014 byl do této funkce opětovně zvolen. V zastupitelstvu obce byli ve volebním období 2014–2018 zástupci KDU-ČSL, strany Moravané, ČSSD a KSČM.Nyní je starostou Pavel Mezulánik, v zastupitelstvu jsou  Moravané,KDU-ČSL  a jeden člen KSČM.

## Společnost

### Kultura

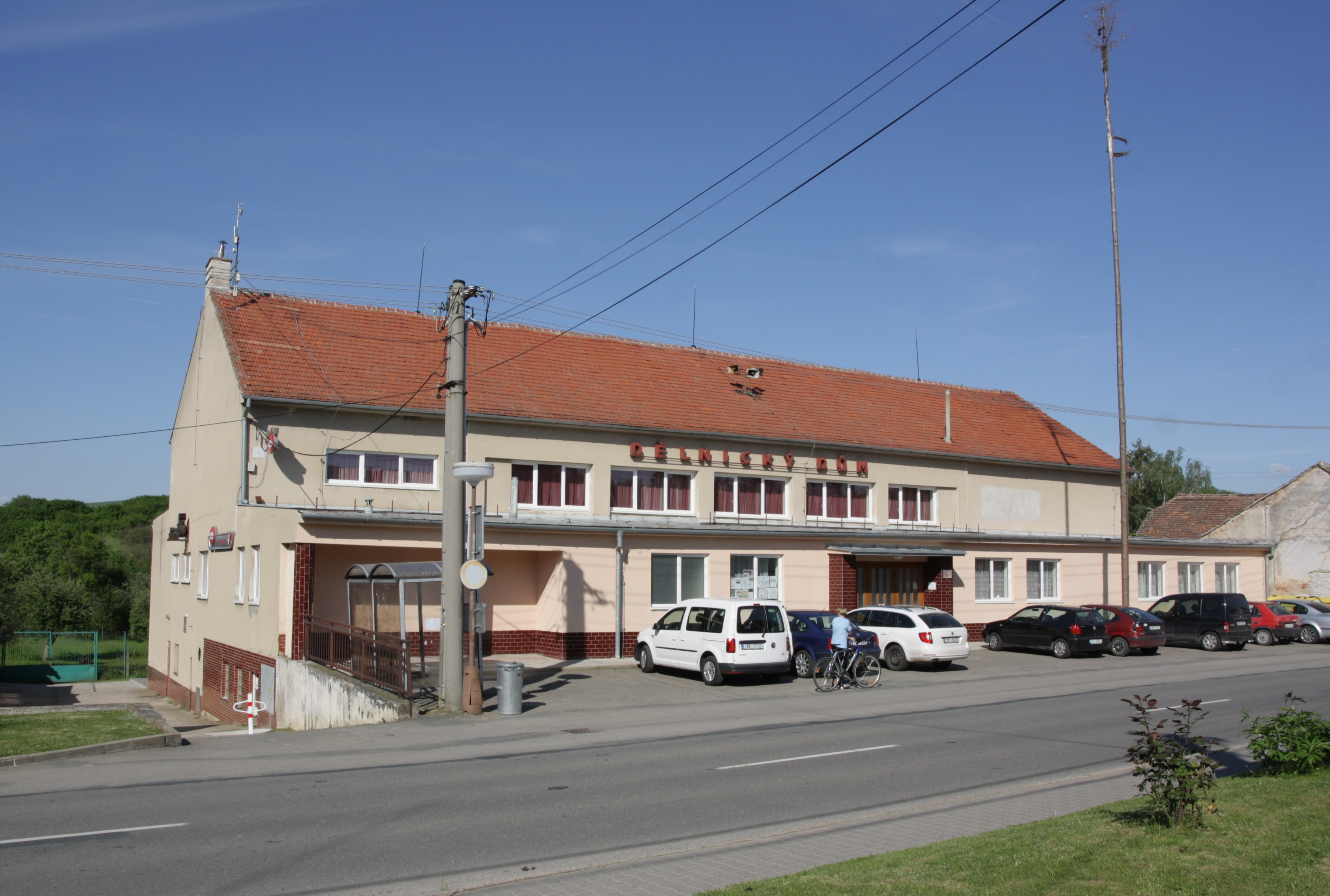
Dělnický dům

Obec leží na hanácko-slováckém pomezí, misí se zde tak kulturní vlivy obou oblastí.
Na konci 20. století byla obnovena tradice krojovaných hodů. Kroje byly nejprve kyjovské, později byly na základě historických záznamů rekonstruovány původní otnické kroje. V posledních letech jsou kroje opět kyjovské. Hody jsou v obci dvojí: klasické a tzv. babské. Klasické hody jsou na svátek svatého Aloise (21. června), patrona místního kostela. Babské hody se konají na podzim a v krojích jdou pouze ženy a dívky.
Dalšími kulturními akcemi jsou myslivecký ples, ostatky (jinde nazývané masopust nebo šibřinky), ochutnávka vín (koná se na velikonoční neděli), posezení Pod Lípou, aj. V kulturním domě také promítá kino a konají se diskotéky.
Otnice získaly v roce 2002 za kulturní život ocenění Modrá stuha v regionálním kole soutěže Vesnice roku.

### Spolky a sdružení
Český svaz chovatelů Otnice, Český zahrádkářský svaz Otnice, Domov pro postižené děti LILA, Chrámový sbor Otnice, Klub přátel kroniky, Kynologický klub, Myslivecké sdružení Hubert, Občanské sdružení Otnický SAD, Sdružení dobrovolných hasičů, Tělovýchovná jednota Sokol Otnice – sdružuje fotbal, stolní tenis, tenis, volejbal, kulečník a Českou asociaci Sport pro všechny, která zastřešuje ostatní menší sporty, Včelaři, Vinaři Otnice.

## Pamětihodnosti
- Farní kostel svatého Aloise, původně sv. Havla, přestavěn klasicistně
- Socha svatého Jana Nepomuckého
- Pomník padlým první a druhé světové války
- Kaplička srdce panny Marie